# Richard Sadlier
Richard Thomas Sadlier (Dublino, 14 gennaio 1979) è un ex calciatore irlandese.

## Carriera
Iniziò la sua carriera calcistica a Dublino, prima nel Leicester Celtic e poi nel Belvedere.
Ingaggiato dal Millwall nel 1996, ha collezionato un totale di 164 presenze e 41 reti con la maglia dei Lions.
Nel 1999 ha disputato il Campionato mondiale Under-20, competizione in cui ha segnato due reti.
Il 13 febbraio 2002 ha debuttato in Nazionale maggiore, amichevole vinta 2-0 sulla Russia al Lansdowne Road.
Tra i papabili per il campionato del mondo 2002, fu escluso a causa di gravi infortuni all'anca che lo costrinsero ad abbandonare il calcio giocato nel settembre 2003.
Nel giugno 2007 è stato ingaggiato dal Saint Patrick's Athletic come dirigente sportivo, incarico cessato al termine della stagione 2009.
È anche ospite fisso per RTÉ nella trasmissione Monday Night Soccer.